# Ahvenjärvi (Gällivare socken, Lappland, 741884-172937)
Ahvenjärvi är en sjö i Gällivare kommun i Lappland och ingår i Råneälvens huvudavrinningsområde.